# Flamengo Atlético Clube
Flamengo Atlético Clube foi uma agremiação esportiva brasileira, sediada em Brasília, no Distrito Federal.

## História
O clube disputava o Departamento Autônomo da Federação Desportiva de Brasília. No dia 15 de novembro de 1964 disputa em seu próprio campo o "Torneio dos Clubes da Asa Norte". Participaram da competição Tiradentes, Brasília, I.A.P.C, Ribeiro Franco e Carvalho Hosten. Em 1966 disputa a final da Taça Primavera contra seu maior rival, a Associação Atlética Asa Norte, no Estádio do Defelê.

## Flamengo x Asa Norte
Por se tratarem de clubes independentes, ou seja, não eram filiados a FDB, mas sim ao próprio Departamento Autônomo, há poucos registros desse confronto. Em 1966 o Correio Braziliense destaca o clássico, dando a entender que a rivalidade era a principal da Asa Norte. A rivalidade teria começado em campeonatos menores voltados apenas a times da Asa Norte, alguns desses times disputariam mais tarde a Copa Arizona de Futebol Amador.

## Estatísticas

### Participações
| Competição                | Competição            | Temporadas | Melhor campanha     | Estreia | Última | P | R |
| Distrito Federal (Brasil) | Departamento Autônomo | 2          | Desconhecido (1966) | 1966    | 1966   | – | – |